# Дворников Олександр Володимирович
Олександр Володимирович Дворников (нар. 22 серпня 1961, Уссурійськ) — російський воєначальник, командувач військами Південного військового округу з 20 вересня 2016 року, генерал армії (23.06.2020). Герой Російської Федерації (16.03.2016).
Командувач угрупуванням Збройних сил Російської Федерації в Сирійській Арабській Республіці (вересень 2015 — липень 2016). Його іноді називають «сирійським м'ясником» через навмисні удари по цивільному населенню, що призвели до величезних жертв.
З 9 квітня до 8 жовтня 2022 року — командувач російськими військами вторгнення в Україну.

## Біографія
Олександр Володимирович Дворников народився 22 серпня 1961 року у місті Уссурійську Приморського краю. У 1978 році закінчив Уссурійське суворовське військове училище і вступив до Московського вищого загальновійськового командного училища імені Верховної Ради РРФСР. Закінчивши його в 1982 році, проходив службу в Далекосхідному військовому окрузі на посадах командира взводу, роти, начальника штабу батальйону.
У 1991 році закінчив Військову орденів Леніна та Жовтневої Революції, Червонопрапорну, ордена Суворова академію імені М. В. Фрунзе, після чого проходив службу заступником командира батальйону у Західній групі військ (ГРВН).
З 1992 по 1994 рік — командир 154-го окремого мотострілецького батальйону 6-ї гвардійської окремої мотострілецької Берлінської ордена Богдана Хмельницького бригади.
З 1995 по 2000 рік — начальник штабу полку, потім — командир 1-го гвардійського мотострілецького Севастопольського Червонопрапорного ордену Олександра Невського полку 2-ї гвардійської мотострілецької Таманської Червонопрапорної ордена Суворова дивізії імені М. І. Калініна Московського військового округу. З листопада 1999 до квітня 2000 року— 1-й гвардійський мотострілецький полк під його командуванням брав участь в Другій чеченській війні, зокрема, брав участь у штурмі Грозного.
З 2000 по 2003 рік — проходив службу в Північно-Кавказькому військовому окрузі на посаді начальника штабу, а згодом — командира 19-ї мотострілецької Воронезько-Шумлінської Червонопрапорної, орденів Суворова та Трудового Червоного Прапора дивізії.
У 2005 році закінчив Військову ордена Леніна Червонопрапорну ордена Суворова академію Генерального штабу Збройних сил Російської Федерації і був призначений заступником командувача загальновійськової армії, пізніше начальником штабу 36-ї загальновійськової армії в Сибірському військовому окрузі.
З червня 2008 по 2010 рік — командувач 5-ї загальновійськової Червонопрапорної армії в Далекосхідному військовому окрузі.
З січня 2011 по квітень 2012 року — заступник командувача військ Східного військового округу.
З квітня 2012 року начальник штабу — перший заступник командувача військ Центрального військового округу (ЦВО). З 9 листопада по 24 грудня 2012 року — тимчасово виконувач обов'язків командувача військ Центрального військового округу за посадою. З 24 грудня 2012 року начальник штабу — перший заступник командувача військ Центрального військового округу.
З вересня 2015 по червень 2016 — командувач Угрупуванням Збройних сил Російської Федерації в Сирії. За час командування А. В. Дворникова літаки ВКС Росії здійснили понад 9 тис. бойових вильотів, здійснено пуски крилатих ракет з акваторії Каспійського моря, знищено понад 200 об'єктів нафтовидобутку та переробки повстанців. За сприяння російської авіації захоплено понад 400 населених пунктів та 10 тис. км² території Сирії. Захоплена Пальміра, вівся наступ у східній частині Алеппо, наступ у Латакії, битва за Шейх-Міскін і бої за Дейр-ез-Зор.
У 2016 році за мужність та героїзм, виявлені при виконанні військового обов'язку, присвоєно звання Героя Російської Федерації.
З червня 2016 року — виконувач обов'язки командувача військ Південного військового округу. Указом Президента Росії 20 вересня 2016 призначений на посаду командувача військ Південного військового округу.
У жовтні 2019 року закінчив курси підвищення кваліфікації для вищого командного складу Військової академії Генерального штабу.
15 березня 2019 року Євросоюз ввів санкції проти 8 осіб, включаючи Олександра Дворникова, за інцидент у Керченській протоці.
9 квітня 2022 року був призначений командувачем російських військ вторгнення. Вважається, що саме він відповідальний за особливо цинічний та жорстокий ракетний удар по станції Краматорськ, що забрав життя 59 цивільних осіб (здебільшого літніх, дітей та жінок).
25 червня 2022 року в британських ЗМІ розповсюджувалися чутки що Дворнікова відсторонили від командування військами вторгнення. 8 жовтня 2022 офіційно на цю посаду замість звільненого Дворникова був призначений генерал армії Суровікін.

## Оцінки
Російський журналіст та публіцист Аркадій Бабченко, який воював у Чечні, зазначав, що Дворников вирізнявся там тим, що не шкодував солдат для виконання завдань.
|                             | ...скажемо офіційною політкоректною мовою — поваги у солдатів не мав. Був він боягузливим, алкоголічним і до особового складу ставився халатно — теж обійдемося мовою офіціозу. Чхав він на нас, простіше кажучи. Ми на нього теж. Не любили ми його.Оригінальний текст (рос.) ...скажем официальным политкорректным языком — уважением у солдат не пользовался. Был он трусоват, алкоголичен и к личному составу относился халатно — тоже обойдемся языком официоза. Плевать ему на нас было, проще говоря. Нам на него тоже. Не любили мы его |
| — А. Бабченко, kasparov.ru. | |

За твердженням А. Бабченка під час Другої Чеченської війни Дворников змародерив джип Mitsubishi Паджеро.
Дворников має вельми погану репутацію через жорстоке ведення військових кампаній, особливо у Чечні та Сирії, де його називали «сирійським м'ясником» за його тактику «випаленої землі».
За словами адмірала у відставці Джеймса Ставрідіса, «призначення цього нового генерала вказує на намір Володимира Путіна продовжувати цей конфлікт [в Україні] протягом місяців, якщо не років… це горлоріз і покидьок, кого Путін застосовував щоб зрівняти із землею такі міста, як Алеппо в Сирії… Він повсякчас використав методи тероризму, включаючи роботу із сирійськими військами, центри тортур, систематичні зґвалтування, застосування нервово-паралітичні речовини. Він найгірший із найгірших».

## Санкції
15 березня 2019 року Дворніков потрапив під санкції Євросоюзу через інцидент у Керченській протоці. 15 березня 2019 року Канада ввела санкції проти Дворнікова через «агресивні дії» Росії в Чорному морі та Керченській протоці, а також через анексію Криму.
Через підтримку російської агресії та порушення територіальної цілісності України під час російсько-української війни перебуває під персональними міжнародними санкціями різних країн. З 12 березня 2022 перебуває під санкціями всіх країн Європейського союзу. З 31 грудня 2020 перебуває під санкціями Великобританії. З 16 березня 2022 року перебуває під санкціями Швейцарії. З 8 квітня 2021 року перебуває під санкціями Австралії. З 10 травня 2022 року перебуває під санкціями Японії. Указом президента України Володимира Зеленського від 19 жовтня 2022 року знаходиться під санкціями України. З 1 листопада 2022 року перебуває під санкціями Нової Зеландії.
13 лютого 2025 року СБУ заочно повідомила про підозру за ч. 2 ст. 28, ч. 2 ст. 438 Кримінального кодексу України (порушення законів і звичаїв війни, які спричинили загибель людей, вчинені за попередньою змовою групою осіб) генералу РФ Олександру Дворнікову, який наказав завдати ракетний удар по Миколаївській ОДА 29 березня 2022 року, що призвів до загибелі 36 осіб.

## Нагороди
- Герой Російської Федерації (2016)[29]
- Орден «За заслуги перед Батьківщиною» 3-го ступеня з мечами[30];
- Орден «За заслуги перед Батьківщиною» 4-го ступеня з мечами;
- Орден Мужності;
- Орден «За військові заслуги»;
- Орден «За службу Батьківщині у Збройних Силах СРСР» 3-го ступеня;
- Медалі Російської Федерації та СРСР (державні та відомчі).